# Чунояр
Чунояр — село в Богучанском районе Красноярского края России. Административный центр и единственный населённый пункт Чуноярского сельсовета.

## История
Чунояр был основан в 1675 году. По данным 1926 года в Чунояре имелось 59 хозяйств и проживал 341 человек (в основном — русские). Функционировала школа I ступени, лавка общества потребителей и сельскохозяйственная коммуна. В административном отношении являлся центром сельсовета Богучанского района Канского округа Сибирского края. На данный момент население посёлка убывает с каждым годом

## География
Село находится в северо-восточной части края, на правом берегу реки Уда (Чуна), на расстоянии приблизительно 101 километра (по прямой) к югу от села Богучаны, административного центра района. Абсолютная высота — 173 метра над уровнем моря.

## Население
| 1970  | 1979  | 1989  | 2002  | 2010  | 2012  | 2013  |
| ----- | ----- | ----- | ----- | ----- | ----- | ----- |
| 1610  | ↗3054 | ↗3748 | ↘3291 | ↘3135 | ↘3083 | ↘3062 |
| 2014  | 2015  | 2016  | 2017  |       |       |       |
| ↘3028 | ↗3039 | ↘2965 | ↘2957 |       |       |       |

Гендерный состав
По данным Всероссийской переписи населения 2010 года в гендерной структуре населения мужчины составляли 49,1 %, женщины — соответственно 50,9 %.
Национальный состав
Согласно результатам переписи 2002 года, в национальной структуре населения русские составляли 90 %.

## Инфраструктура
В селе функционируют средняя общеобразовательная школа, детский сад, участковая больница, библиотека, сельский дом культуры и отделение Почты России.

## Улицы
Уличная сеть села состоит из 27 улиц и 6 переулков.